# 雷伯恩 (密蘇里州)
雷伯恩（英語：Rayborn）是位於美國密蘇里州賴特縣的非建制地區。

## 歷史
雷伯恩的郵局於1904年設立，其後於1956年停運。

## 地理
雷伯恩所處的海拔為高於海平面345米（即1132英呎），而該地所採用的時區為UTC-6，即北美中部時區（CST）。同時該地設有夏令時間，為UTC-6調快一小時，即UTC-5（CDT）。